# Georges Cotton
Pour les articles homonymes, voir Cotton.
Georges Cotton, né le 6 décembre 1891 à Lyon et mort dans la même ville le 20 avril 1951, est le fondateur du mouvement de résistance France d'abord, à Lyon en 1941, mouvement dirigé en 1942 par Émile Schwarzfeld.